# Municipio de Liberty (condado de Cowley)
El municipio de Liberty (en inglés: Liberty Township) es un municipio ubicado en el condado de Cowley en el estado estadounidense de Kansas. En el año 2010 tenía una población de 163 habitantes y una densidad poblacional de 1,31 personas por km².

## Geografía
El municipio de Liberty se encuentra ubicado en las coordenadas 37°10′39″N 96°50′10″O / 37.17750, -96.83611. Según la Oficina del Censo de los Estados Unidos, el municipio tiene una superficie total de 124.28 km², de la cual 124,26 km² corresponden a tierra firme y (0,02 %) 0,02 km² es agua.

## Demografía
Según el censo de 2010, había 163 personas residiendo en el municipio de Liberty. La densidad de población era de 1,31 hab./km². De los 163 habitantes, el municipio de Liberty estaba compuesto por el 95,09 % blancos, el 2,45 % eran amerindios y el 2,45 % eran de una mezcla de razas. Del total de la población el 1,23 % eran hispanos o latinos de cualquier raza.